# Francis Lacombrade
Francis Lacombrade, né en 1942, est un  acteur et écrivain français, puis un auteur dramatique et romancier français.

## Filmographie
- Les Amitiés particulières de Jean Delannoy (1964), rôle de Georges de Sarre.

## Auteur dramatique et librettiste
- 1979 : La Fugue, avec Bernard Broca, musique Alexis Weissenberg, théâtre de la Porte-Saint-Martin, mise en scène de Jean-Claude Brialy[1]
- 1973 : Génitrix, adaptation du roman de François Mauriac pour un télé-film de Paul Paviot
- 1988 : La Collection italienne, adaptation d'après Henry James, mise en scène Albert-André Lheureux, Théâtre du Résidence Palace

## Publications
- Crime-Chantilly, en collaboration avec Pierre Marsay, édition Denoël, collection Crime Club - n° 267, 1969. Une séquence télévisée de l'émission Secrets de fabrication (1969) est consacrée aux deux écrivains[2].
- Qui a découpé Henry James ?..., en collaboration avec Pierre Marsay, édition Denoël, collection Crime Club - n° 273, 1969.
- La Classe des garçons, roman, éditions Gallimard, collection blanche, 1980. Souvenirs romancés des classes de danse.